# Dom wariatów
Dom wariatów – polski dramat obyczajowy z 1984 roku. Początek cyklu o Adamie Miauczyńskim. 33-letni Adam odwiedza swoich rodziców, co kończy się jego załamaniem nerwowym.

## Obsada
Źródła: Filmpolski.pl, Telemagazyn, Stowarzyszenie Filmowców Polskich
- Tadeusz Łomnicki – ojciec Adama
- Bohdana Majda – matka Adama
- Marek Kondrat – Adam „Adaś” Miauczyński
- Leszek Teleszyński – Gigi, brat Adama
- Anna Nehrebecka – Wanda, żona Gigiego
- Dorota Radzimińska – Joanna „Aśka”, córka Gigiego
- Cezary Morawski – ojciec w młodości
- Bożena Adamek – matka w młodości
- Rafał Zwierz – mały Adam
- Piotr Bajor – sąsiad z samochodem
- Witold Bieliński – sąsiad
- Ewa Serwa – sąsiadka
- Łukasz Latałło – Piotr „Pietrek”
- Witold Skaruch – lekarz pogotowia
- Włodzimierz Witt – kierowca karetki pogotowia
- Marek Koterski – ktoś
- Michał Bajor
- Sławomir Orzechowski